# Martin Nguyen
Martin Nguyen (Sydney, 5 marzo 1989) è un lottatore di arti marziali miste australiano di origini vietnamite.
Combatte nella divisione dei pesi piuma per la promozione ONE.
Ha cominciato la propria carriera nelle arti marziali miste nel 2012, militando in federazioni australiane quali Southern Fight Promotions e Brace For War prima del suo ingresso in ONE. Nell'agosto 2017, a ONE 59, ha sconfitto Marat Gafurov via KO conquistando il titolo dei pesi piuma di categoria. A seguito della vittoria sul campione dei pesi leggeri Eduard Folayang, tre mesi dopo a ONE 65, è divenuto il primo lottatore nella storia della promozione a possedere contemporaneamente due titoli mondiali.

## Carriera nelle arti marziali miste

### ONE Championship
Nguyen compie il suo debutto per la promozione singaporiana ONE Championship il 7 novembre 2014 quando sconfigge per sottomissione il filippino Rocky Batolbatol all'evento ONE FC 22: Battle of Lions.
L'incontro successivo vede tuttavia l'australiano subire la sua prima sconfitta in carriera il 27 settembre 2015 per mano del grappler russo Marat Gafurov, che riesce ad intrappolarlo in una rear-naked choke a meno da un minuto dall'inizio dell'incontro. Malgrado tale battuta d'arresto, Nguyen acquisisce subito notorietà nel panorama asiatico grazie ad una serie di vittorie – alcune delle quali contro contendenti come Edward Kelly e Christian Lee – che lo riportano nelle posizioni più alte dei ranking della promozione. Il 18 agosto 2017, a ONE 59: Quest for Greatness, gli viene data la possibilità di sfidare nuovamente il russo Gafurov, divenuto nel frattempo campione dei pesi piuma ONE, in una rivincita titolata. A gran sorpresa, Nguyen riesce ad infliggere all'avversario la prima sconfitta da professionista mettendolo KO alla seconda ripresa con un potente overhand destro: l'australiano diventa così il quinto campione dei pesi piuma nella storia di ONE.
Tre mesi dopo a ONE 65: Legends of the World si laurea anche campione dei pesi leggeri detronizzando il filippino Eduard Folayang per KO al secondo round, grazie nuovamente al suo pugno destro. Questa vittoria lo rende il primo lottatore nella storia della promozione a detenere contemporaneamente due titoli mondiali. Il suo rientro in gabbia avviene pochi mesi dopo a ONE 70: Iron Will, quando vola a Bangkok per sfidare il campione dei pesi gallo Bibiano Fernandes, nel tentativo di diventare il primo lottatore nella storia delle arti marziali miste campione in tre categorie di peso. Il ventinovenne di Sydney sfiora per poco l'impresa, venendo sconfitto dal brasiliano per decisione non unanime in un match combattuto.
Dopo aver difeso con successo il titolo dei pesi piuma dall'assalto di Christian Lee, nel luglio 2018 torna nei pesi gallo per sfidare il filippino Kevin Belingon con in palio la cintura di categoria ad interim, venendo però sconfitto nettamente ai punti dal rivale asiatico. Due mesi dopo rende vacante il titolo dei pesi leggeri per via di un infortunio al ginocchio, che gli aveva compromesso la sfida contro il giapponese Shin'ya Aoki.

### Risultati nelle arti marziali miste
| Risultato | Record | Avversario             | Metodo                           | Evento                                            | Data              | Round | Tempo | Città                  | Note                                        |
| --------- | ------ | ---------------------- | -------------------------------- | ------------------------------------------------- | ----------------- | ----- | ----- | ---------------------- | ------------------------------------------- |
| Sconfitta | 13-5   | Kim Jae-woong          | KO (pugni)                       | ONE Championship: Revolution                      | 24 settembre 2021 | 1     | 3:15  | Singapore              |                                             |
| Sconfitta | 13-4   | Thanh Le               | KO tecnico (pugni)               | ONE Championship 118: Inside the Matrix           | 30 ottobre 2020   | 3     | 2:19  | Singapore              | Perde il titolo dei pesi piuma ONE          |
| Vittoria  | 13-3   | Koyomi Matsushima      | KO tecnico (pugni)               | ONE Championship 97: Dawn of Heroes               | 2 agosto 2019     | 2     | 4:40  | Pasay, Filippine       | Difende il titolo dei pesi piuma ONE        |
| Vittoria  | 12-3   | Narantungalag Jadambaa | KO (ginocchiata in salto)        | ONE Championship 93: Roots of Honor               | 12 aprile 2019    | 2     | 1:07  | Pasay, Filippine       | Difende il titolo dei pesi piuma ONE        |
| Sconfitta | 11-3   | Kevin Belingon         | Decisione (unanime)              | ONE Championship 78: Reign of Kings               | 27 luglio 2018    | 5     | 5:00  | Pasay, Filippine       | Per il titolo ad interim dei pesi gallo ONE |
| Vittoria  | 11-2   | Christian Lee          | Decisione (non unanime)          | ONE Championship 73: Unstoppable Dreams           | 18 maggio 2018    | 5     | 5:00  | Kallang, Singapore     | Difende il titolo dei pesi piuma ONE        |
| Sconfitta | 10-2   | Bibiano Fernandes      | Decisione (non unanime)          | ONE Championship 70: Iron Will                    | 24 marzo 2018     | 5     | 5:00  | Bangkok, Thailandia    | Per il titolo dei pesi gallo ONE            |
| Vittoria  | 10-1   | Eduard Folayang        | KO (pugni)                       | ONE Championship 65: Legends of the World         | 10 novembre 2017  | 2     | 2:20  | Manila, Filippine      | Vince il titolo dei pesi leggeri ONE        |
| Vittoria  | 9-1    | Marat Gafurov          | KO (pugno)                       | ONE Championship 59: Quest for Greatness          | 18 agosto 2017    | 2     | 1:27  | Kuala Lumpur, Malaysia | Vince il titolo dei pesi piuma ONE          |
| Vittoria  | 8-1    | Kazunori Yokota        | KO (pugno)                       | ONE Championship 50: Quest for Power              | 14 gennaio 2017   | 1     | 3:36  | Giacarta, Indonesia    |                                             |
| Vittoria  | 7-1    | Christian Lee          | Sottomissione (ghigliottina)     | One Championship 44 - Heroes of the World         | 13 agosto 2016    | 1     | 4:30  | Giacarta, Indonesia    |                                             |
| Vittoria  | 6-1    | Li Kai Wen             | KO tecnico (pugni)               | ONE Championship 40: Global Rivals                | 15 aprile 2016    | 1     | 4:44  | Pasay, Filippine       |                                             |
| Vittoria  | 5-1    | Edward Kelly           | KO tecnico (stop medico)         | ONE Championship 32: Pride of Lions               | 13 novembre 2015  | 1     | 4:17  | Kallang, Singapore     |                                             |
| Sconfitta | 4-1    | Marat Gafurov          | Sottomissione (rear-naked choke) | ONE Championship 30: Odyssey of Champions         | 27 settembre 2015 | 1     | 0:41  | Giacarta, Indonesia    | Per il titolo ad interim dei pesi piuma ONE |
| Vittoria  | 4-0    | Rocky Batolbatol       | Sottomissione (rear-naked choke) | ONE Fighting Championship 22: Battle of the Lions | 7 novembre 2014   | 2     | 2:10  | Kallang, Singapore     |                                             |
| Vittoria  | 3-0    | Luke Standing          | KO tecnico (pugni)               | Brace For War 24                                  | 29 novembre 2013  | 1     | 3:30  | Canberra, Australia    |                                             |
| Vittoria  | 2-0    | Thomas Ruderman        | KO tecnico (pugni)               | Brace For War 18 - Canberra                       | 21 dicembre 2012  | 2     | 0:00  | Canberra, Australia    |                                             |
| Vittoria  | 1-0    | Richard Kemp-Hay       | Sottomissione (rear-naked choke) | Southern Fight Promotions - Cage Conquest 1       | 28 luglio 2012    | 3     | 1:39  | Nowra, Australia       |                                             |